# 클로드 코팽
클로드 코팽(Claude Coffin)은 17세기 전반 파리에서 활동한 프랑스의 성가 이자 작곡가이다.

## 전기
그의 삶에 대해 많은 것은 알려져 있지 않다. 다만, 그가 왕궁 음악 성소의 캉토를 맡고 있었다는 것이 알려져 있다. 1625년의 한 기록에 그의 직책과 모르텔러리 거리의 주소가 나와 있다.
그는 특정한 유명세를 쌓았을 것으로 추정된다. 1636년에 마랭 메르센은 그의 피규를 '하모니 유니베르셀'에 포함시켰고, 그의 작곡의 질을 칭찬하기도 했다. "다음 음표들은 방금 말한 내용을 더욱 명확하게 보여주며, 듀 코로이의 가장 오래된 최고의 제자 중 하나인 시르 코핀이 작곡한 피규를 포함하고 있다."
이 언급은 그가 에스타슈 듀 코로이의 학생 중 한 명이었다는 것을 알려준다. 듀 코로이는 왕궁의 성소에서 활동한 숙련된 대위법 작곡가였다.

## 업적

### 음악으로 된 시편

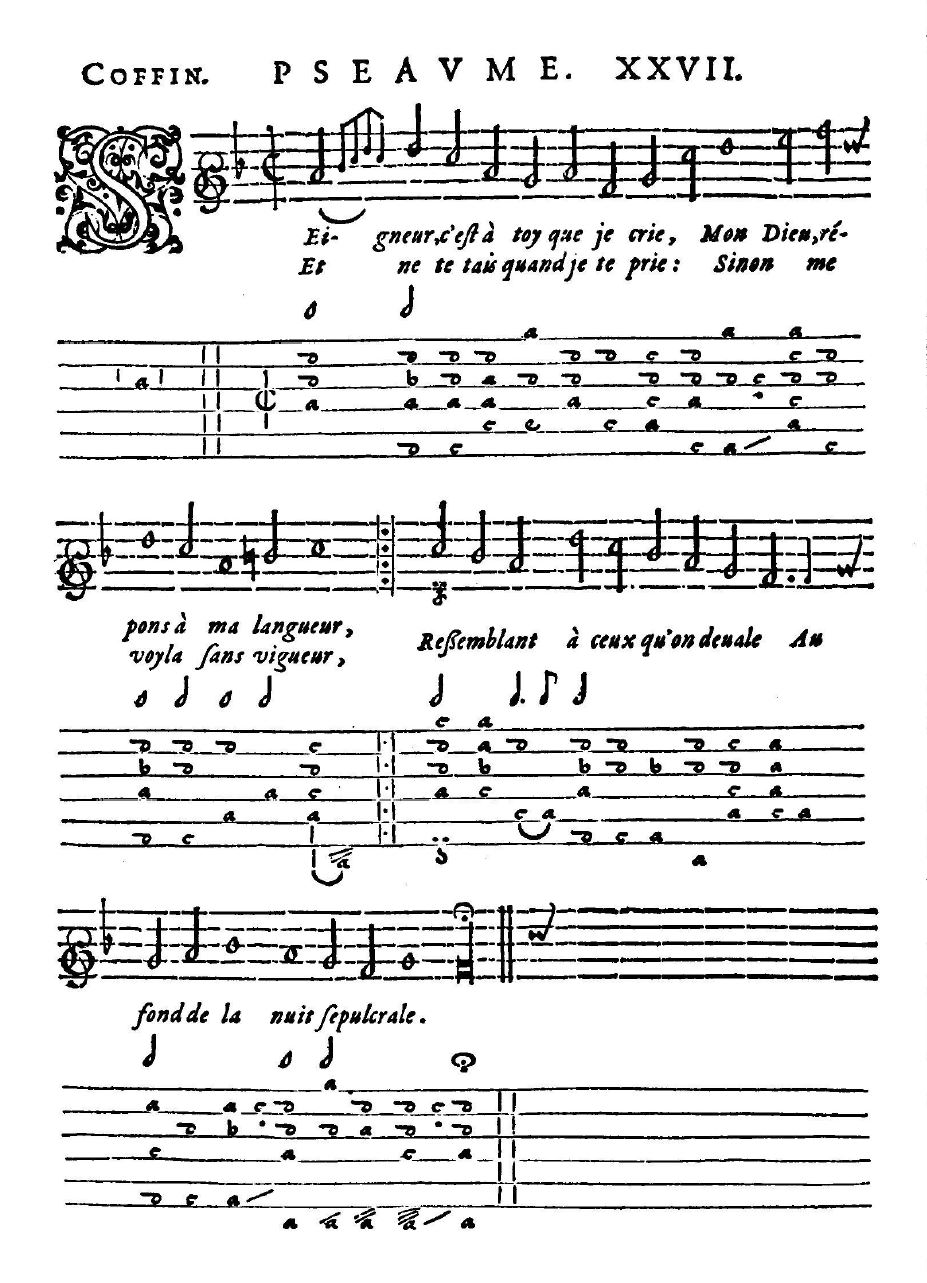
Claude Coffin의 성악과 류트로 설정된 Desportes의 시편 XXVII(1617)

알려진 바 없는 어느 날, 코핀은 피에르 I 발라르가 출판한 '다윗의 시편, 3, 4, 5 음성용'을 발표했다. 이 시편들은 아마 필리프 데스포르트가 번역한 것으로 추정된다. 1617년에 발표된 루트와 음성을 위한 두 개의 시편은 아마 이 시편 집합의 일부였을 것이다.

### 궁정과 발레 아리아
그의 작품 중 일부는 다양한 컬렉션으로 출판되었다.
- Airs de différents auteurs mis en tablature par eux-mêmes 의 "제7권"(파리, 피에르 1세 발라드, 1617)의 성악과 류트를 위한 두 개의 곡과 두 개의 시편 : RISM 1617 exp 8, Guillo 2003 n° 1617-A :
- Je suis amour le grand maistre des Dieux (같은 해 단음으로도 출판됨: Guillo 2003 n° 1617-B)
- C'en est fait je ne croyray plus (idem)
- Seigneur, c'est à toy que je crie (Ps. XXVII 번역: Philippe Desportes)
- Heureux qui d'un soinpitoyables (Ps. XL, Philippe Desportes 번역)

- 같은 컬렉션의 "Eighth book"(파리, 피에르 1세 발라드, 1618)에 성악과 류트를 위한 4개의 곡이 있음 : RISM 1618 exp 9 및 S 3419, Guillo 2003 n° 1618-A), 4개 모두 다음 해에 단성으로 재출판됨(Guillo 2003 n° 1619-A) :
- Je me meurs, je suis à la gesne
- En fin par le secours de ma raison
- Dieu que je fus heureux
- Les voyci de retour remplis d'amour

Airs de cour de différents auteurs 에 출판된 Ballet des Indiens (파리, 1621)의 두 아리아(Paris, Pierre I Ballard, 1621) : RISM 1621 exp 13, Guillo 2003 n° 1621B) :
- Favoris des dieux et du jour, nous quittons l'indien séjour
- 식스 베르거 viennent de Trasse suivant les pas et la trasse

- Vive le Roy의 세 성부의 푸가, vive le Roy Louis는 1636년 Harmonie Universelle 의 Livre cinquième de la Composition de Musique 에 등장함.

## 서지
- Marc Desmet, La paraphrase des psaumes de Philippe Desportes et ses différentes 뮤지컬 버전 . Thèse de doctorat inédite, Université François-Rabelais de Tours, 1994.
- 로랑 기요 : 피에르 1세 발라드와 로베르 3세 발라드 : imprimeurs du roy pour la musique (1599-1673) . 군주 : 마르다가와 베르사유 : CMBV, 2003. 2 권.  .
- Madeleine Jurgens, Documents du minutier 중앙 관심 l'histoire de la musique(1600-1650) . [1 : 연습곡 IX]. 1967년 파리.